# Travis Pastrana
Travis Alan Pastrana (Annapolis, Maryland, 8 de outubro de 1983) é um atleta único, competindo em várias modalidades como Supercross, Motocross, Freestyle, e corridas de rally e Nascar, onde obteve sucesso, quebrou recordes, redesenhou a história, criou manobras e fez o que muitos achavam impossível. Hoje com reconhecimento mundial, tornou-se um homem a ser batido onde seus rivais lutam a cada prova superar os feitos do mágico dos saltos 199.

## Motocross/Supercross
Pastrana ganhou dois campeonatos de motocross, em 2000 o AMA na categoria 125cc, e em 2001 o da Costa Leste Supercross também nas 125, Pastrana também correu em 2000 no Mx das nações. Subiu para classe das 250cc ou “supercross” em 2002. Embora ele nunca tenha ganho uma corrida nas 250cc, a sua bondade com os fãs e o amor pelo esporte fez dele um dos pilotos mais populares de todos os tempos, sempre correu e competiu pela Suzuki, e foi extremamente leal a marca por longos anos, usando posteriormente as motos KTM pelo fato da Suzuki descontinuar a produção das motos RM250 e RM125, assim também como suas peças sobressalentes.

## Nascar
A primeira corrida de Travis Pastrana aconteceu no dia 23 de fevereiro de 2013, na temporada de 2013 da NASCAR Nationwide, no Circuito de Daytona. Pastrana completou as 120 voltas na 10º colocação, seu melhor resultado desde que fez sua estreia na categoria em abril de 2012. Já na corrida seguinte, o resultado não foi tão positivo, ficou em 28º lugar.
Em 2013, Pastrana se programou para correr todas as 33 etapas da Nationwide, a segunda categoria mais importante do autobilismo norte- americano.

#### A primeira chance
No dia 28 de Julho de 2011, na competição da MotoX Best Trick nos X Games em Los Angeles , o primeiro dia da épica maratona de 4 dias que Travis Pastrana havia programado, a "Pastranathon" como foi chamada, consistia na disputa do MotoX Best Trick, o Freestyle, uma ida a Indianápolis e a estreia na Nationwide e por fim a Rallycross dos X Games; participação que foi interrompida com a lesão logo na primeira prova.

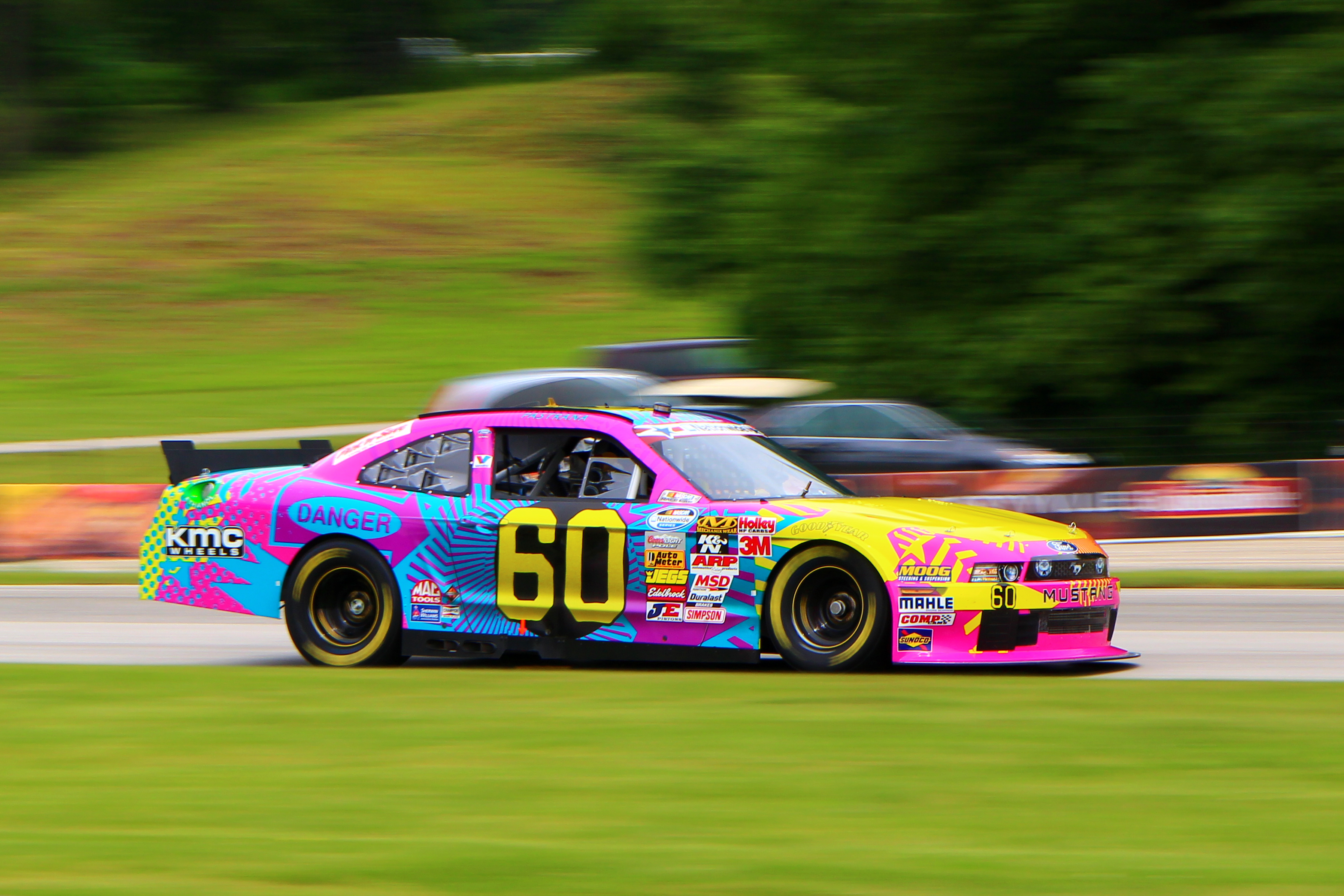
Travis Pastrana na Road América 2013.

Pastrana tentava acertar o Rodeo 720, manobra que ele perseguia desde 2009. A teimosia custou caro, pois Pastrana não completou a manobra nenhuma vez, quebrou a perna com o impacto da moto em cima dele e viu a oportunidade de correr na NASCAR ficar distante.

#### Estreia na NASCAR
Após meses de recuperação, Travis Pastrana finalmente conseguiu fazer sua estreia na NASCAR em abril de 2012 pela RAB Racing, uma equipe média. As consequências da lesão nos X Games ainda não permitiam que Pastrana voltasse a pilotar motos, mas ele estava liberado para os carros.
Foram 8 corridas pela RAB Racing e um 13º lugar em Indianápolis. Mas o grande momento veio em setembro, quando a Roush Fenway Racing, equipe de maior sucesso da Nationwide Series, propôs um contrato de uma corrida.
Pastrana marcou a melhor volta nos treinos livres, andou entre os 10 primeiros durante a prova, terminou na 17º posição e impressionou a equipe. O suficiente para conseguir um contrato para a temporada completa em 2013.

#### A segunda chance
Travis Pastrana sabia da dimensão de um contrato com uma das principais equipes do automobilismo norte-americano, por isso evitou voltar ao mundo do Freestyle.R
"Essa é minha segunda oportunidade, eu não vão ganhar uma 3ª chance, sou azarão, eu sou o cara que todos acham que vai falhar. Quero provar que sou capaz, não só para todo mundo, mas para mim também". diz Pastrana em entrevista ao XGames.com.
Apesar de nunca ter abandonado as motos oficialmente, Pastrana dá todos os indícios que pretende seguir focado completamente em sua carreira nas 4 rodas até provar que pode ser vitorioso no mais alto nível, e ele já provou mais de uma vez que é capaz de fazer isso.

## Rally

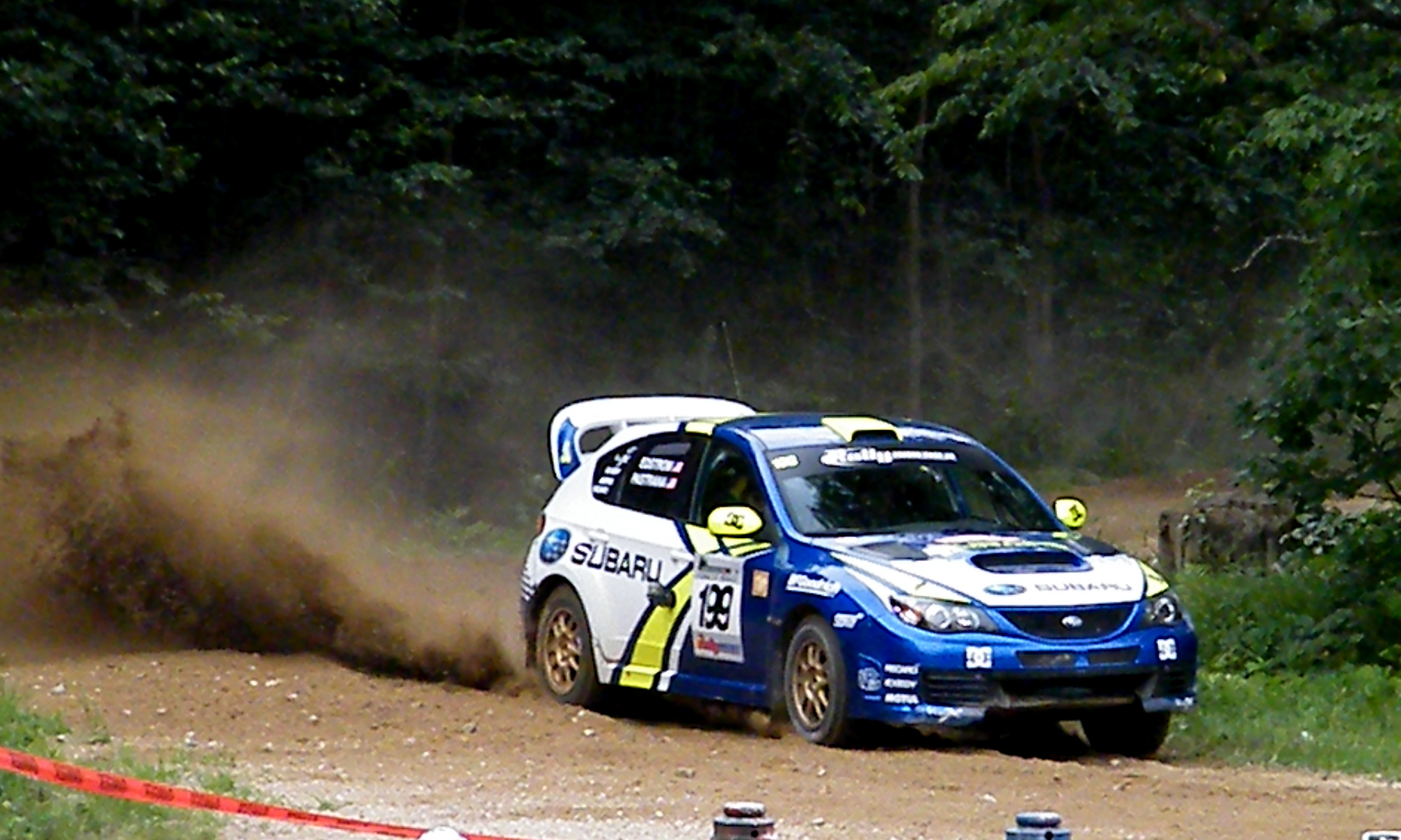
O carro de Pastrana no rally.

Em 2003, Pastrana iniciou sua carreira no rally, na Champions Race, correndo pela equipe da Subaru E.U.A. Em 5 de Agosto de 2006, Pastrana ganhou a medalha de ouro na primeira competição de rally no X Games, batendo a lenda Colin McRae por 0.53 segundos.
Travis Pastrana e Christian Edstrom conquistaram em 2006 o Rally America National Series e em 2009 ganhou novamente na Ojibwe Florests Rally.Sua quinta vitória em 2009 foi na temporada do Rally da América, com essa ele selou seu 4º título consecutivo no Rally Driver América, o maior na história da série.

## Fraturas/Lesões
As lesões tiraram muitas vezes Travis das competições por semanas ou até meses, sua ficha médica inclui muitas quebras múltiplas de ossos, várias deslocações de ombro e problemas no joelho graves devido a degeneração da cartilagem. Aos 14 anos de idade, sofreu um acidente grave durante uma competição de FMX, a Coluna Vertebral foi separada da pélvis o que o deixou numa cadeira de rodas por três meses, e teve 6 transfusões de sangue. Foi uma recuperação longa e difícil mas ele não desistiu e voltou para o esporte mais forte do que nunca. Sua lista de lesões: Coluna vertebral deslocada, rasgou o ACL, PCL, LCL e MCL, quebrou o menisco, quebrou tíbia e fíbula, 8 cirurgias no pulso esquerdo, quebrou o polegar, duas cirurgias nas costas, uma no cotovelo direito, nove em seu joelho esquerdo, seis no joelho direito, uma cirurgia no ombro, que, foi a única que permaneceu com uma chapa em seu corpo.

## Travis e sua paixão por velocidade
Com certeza Pastrana não só fez história, como continua a fazer, seus feitos são conhecidos por todo o mundo, conhecido por ter criado várias manobras como o Lazy boy, ou o famigerado Duplo Blackflip que até hoje somente ele conseguiu executar ou até mesmo pelas brincadeiras com seu grupo “Nitro Circus”. Uma trajetória de superação, dor, sofrimento, mas acima de tudo de AMOR pelo esporte.

Travis Pastrana em show na Austrália-Nitro Circus

## Freestyle
Pastrana inventou várias manobras de motocross como "travis lazy boy" e se tornou campeão mundial aos 14 anos. No dia 4 de agosto de 2006, nos X Games de Los Angeles, ele se tornou a primeira pessoa a realizar um Duplo Backflip em uma competição, ganhando sua primeira medalha de ouro no Moto X Best Trick.Travis Pastrana é um dos melhores na modalidade freestyle motocross em que o competidor faz diversas manobras para obter mais pontos e ganhar.